# Городиський Богдан-Іван Володимирович
Богда́н-Іва́н Володи́мирович Городи́ський (нар. 18 травня 1994) — український легкоатлет, який спеціалізується в бігу на довгі дистанції, багаторазовий чемпіон та призер чемпіонатів України, рекордсмен України з напівмарафону.
17 жовтня 2020 був 20-м на фініші напівмарафонського забігу на чемпіонаті світу з новим національним рекордом (1:00.40), перевершивши попереднє досягнення Сергія Лебедя (1:01.51), встановлене у 2003.

## Основні міжнародні виступи
| Рік  | Змагання                        | Місто   | Місце | Дисципліна   | Примітки    |
| ---- | ------------------------------- | ------- | ----- | ------------ | ----------- |
| 2011 | Чемпіонат світу серед юнаків    | Лілль   | 1заб8 | 3000 м       |             |
| 2013 | Чемпіонат Європи серед юніорів  | Рієті   | ф5    | 1500 м       |             |
| 2013 | Чемпіонат Європи з кросу        | Белград | 21    | крос (U20)   |             |
| 2015 | Чемпіонат Європи з кросу        | Єр      | 46    | крос (U23)   |             |
| 2016 | Чемпіонат Європи з кросу        | Кіа     | 27    | крос (U23)   |             |
| 2018 | Чемпіонат Європи з кросу        | Тілбург | 74    | крос         |             |
| 2019 | Кубок Європи                    | Лондон  | 12    | 10000 м      |             |
| 2019 | Чемпіонат Європи з кросу        | Лісабон | 27    | крос         |             |
| 2020 | Чемпіонат світу з напівмарафону | Гдиня   | 20    | напівмарафон | [ 2 ] [ 3 ] |
| 2021 | Олімпійські ігри                | Саппоро | DNF   | марафон      |             |

## Марафонські виступи
| Рік  | Змагання                            | Місто       | Місце | Примітки |
| ---- | ----------------------------------- | ----------- | ----- | -------- |
| 2019 | Білоцерківський марафон             | Біла Церква | 1     |          |
| 2021 | Олімпійські ігри                    | Саппоро     | DNF   |          |
| 2021 | Marathon de La Rochelle Serge Vigot | Ла-Рошель   | 3     |          |